# Emil Kraft
Emil Kraft (26. ledna 1865 Štýrský Hradec – 5. září 1931 Štýrský Hradec) byl rakouský politik, na počátku 20. století poslanec Říšské rady, v poválečném období poslanec rakouské Národní rady a ministr obchodu, živností, průmyslu a výstavby Rakouska.

## Biografie
Vychodil národní školu a reálné gymnázium. Vystudoval zemědělskou střední školu ve Valticích a Klosterneuburgu. Působil jako učitel na zemědělských školách, později jako správce statku v Gonobitz. Pak byl obchodníkem v Mariagrünn u Štýrského Hradce. Publikoval četné politické a národohospodářské spisy. Angažoval se v politice jako člen německých politických stran. Zasedal v obecní radě v Badenu. Roku 1902 se přestěhoval do Merana. Byl náměstkem starosty Merana a zasedal jako poslanec na Tyrolském zemském sněmu.
Na počátku 20. století se zapojil i do celostátní politiky. Ve volbách do Říšské rady roku 1911 získal mandát v Říšské radě (celostátní zákonodárný sbor) za obvod Tyrolsko 5. Usedl do poslanecké frakce Německý národní svaz, do které se sloučily německé konzervativně-liberální a nacionální politické proudy. Ve vídeňském parlamentu setrval až do zániku monarchie. K roku 1911 se profesně uvádí jako obchodník.
Roku 1915 založil Svaz rakouských měst a městysů a do roku 1919 zastával funkci jeho viceprezidenta. Roku 1918 se stal generálním radou Rakousko-uherské banky a správním radou železniční společnosti Südbahngesellschaft.
Byl členem rakouské delegace při mírových jednáních v Saint-Germain-en-Laye. V letech 1918–1919 zasedal jako poslanec Provizorního národního shromáždění Německého Rakouska (Provisorische Nationalversammlung), nyní za Německou nacionální stranu (DnP). Od 4. dubna 1919 do 9. listopadu 1920 byl poslancem Ústavodárného národního shromáždění Rakouska a od 10. listopadu 1920 do 13. prosince 1923 poslancem rakouské Národní rady za Velkoněmeckou nacionální stranu (GDVP). Zastával i vládní funkci. Od 31. května 1922 do 17. dubna 1923 byl ministrem obchodu, živností, průmyslu a výstavby Rakouska. Během jeho působení na ministerském postu došlo k sanaci průmyslu, zrušení Rakousko-uherské banky a založení Rakouské národní banky. Podporoval elektrifikaci.